# Бель-Веллі (Огайо)
Бель-Веллі (англ. Belle Valley) — селище (англ. village) в США, в окрузі Нобл штату Огайо. Населення — 201 особа (2020).

## Географія
Бель-Веллі розташований за координатами 39°47′20″ пн. ш. 81°33′24″ зх. д. / 39.78889° пн. ш. 81.55667° зх. д. (39.788819, -81.556531).  За даними Бюро перепису населення США в 2010 році селище мало площу 1,05 км², уся площа — суходіл.

## Демографія
Згідно з переписом 2010 року, у селищі мешкали 223 особи в 93 домогосподарствах у складі 64 родин. Густота населення становила 212 особи/км².  Було 110 помешкань (104/км²).
Расовий склад населення:
| - 97,3 % — білих |

До двох чи більше рас належало 1,8 %. Частка іспаномовних становила 0,4 % від усіх жителів.
За віковим діапазоном населення розподілялося таким чином: 23,3 % — особи молодші 18 років, 57,9 % — особи у віці 18—64 років, 18,8 % — особи у віці 65 років та старші. Медіана віку мешканця становила 40,6 року. На 100 осіб жіночої статі у селищі припадало 102,7 чоловіків;  на 100 жінок у віці від 18 років та старших — 94,3 чоловіків також старших 18 років.
Середній дохід на одне домашнє господарство  становив 40 948 доларів США (медіана — 35 625), а середній дохід на одну сім'ю — 47 419 доларів (медіана — 48 750). Медіана доходів становила 28 750 доларів для чоловіків та 41 154 долари для жінок. За межею бідності перебувало 21,8 % осіб, у тому числі 30,3 % дітей у віці до 18 років та 25,5 % осіб у віці 65 років та старших.
Цивільне працевлаштоване населення становило 97 осіб. Основні галузі зайнятості: освіта, охорона здоров'я та соціальна допомога — 34,0 %, виробництво — 17,5 %, будівництво — 12,4 %.